# 養宜館
養宜館（やぎやかた または やぎのやかた）は、兵庫県南あわじ市八木養宜中にあった居館、日本の城（平城）。

## 概要

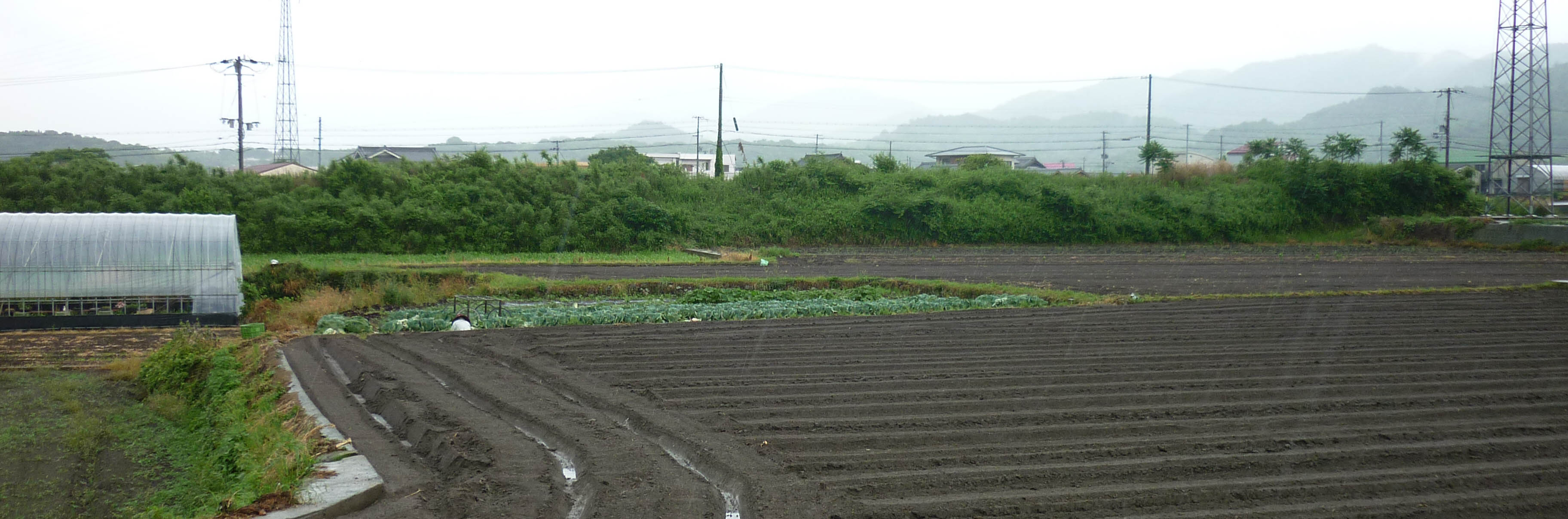
水田化された城内跡

淡路国守護の居館があったとされている養宜館跡は、現在の八木養宜中に所在している。館は南北に250m、東西に120mの規模で四周に土塁と堀を巡らした長方形の構えをしていたと推定される。近畿地方では同規模の居館跡が少ないが、その中でも比較的遺構が残っている重要な遺跡である。この一帯は三原平野の東端にあたり、東、北、南の三方は山地、丘陵に囲まれ、西方向だけが三原平野に向けて開けている。西方には成相川が、北方には養宜川が外堀状に流れ、河岸段丘上に位置している。居館跡は三原平野の標高40m、比高0mの高所に位置し、現在の館跡の内部は水田、墓地、宅地化し、南西部の土塁は明治時代以後に破壊され、第二次世界大戦後残存土塁も分断、開墾され、昭和後半でも土塁の切り崩し、堀の埋め立てなどの破壊が続いた。1971年（昭和46年）4月1日兵庫県指定史跡に指定されている。

## 沿革
鎌倉時代以来、淡路国守護の居館の所在地がはっきりとはしていないが、養宜館が守護の居館であったということが淡路の郷土史誌の通説となっている。ただ、古館地を後世まで存営したのか、旧館を改造して新館を築いたのか、また旧館を破壊してまったく新しい館が造営されたのか、明確な史料はない。
1336年（南朝：延元元年、北朝：建武3年）足利尊氏が京で敗れ、九州に敗走する時に細川氏を四国に派遣した。細川和氏は期待に応え、地盤を固め戦功によって阿波国、淡路国の守護となった。その後の1340年（南朝：興国元年、北朝：暦応3年）足利尊氏は細川師氏に淡路国の平定を命じた。細川師氏は現在の南あわじ市賀集周辺で南朝連合軍を破り、養宜館に入城し守護の座についた。細川師氏の後には細川氏春が守護となった。1353年（南朝：正平8年、北朝：文和2年）挙兵した南朝軍と円鏡寺原で戦いとなったが、1361年（南朝：正平16年、北朝：康安元年）細川氏春は南朝軍に降伏し、京、和泉国、四国で戦っている。その後細川氏春も降伏して再び北朝方となった。1378年（南朝：天授4年、北朝：永和4年）和泉国にわたり土丸城攻めにも参戦している。細川氏春の後は細川満春が淡路国の守護を継いだ。1391年（南朝：元中8年、北朝：明徳2年）京で反乱をおこした山名氏軍と戦闘の上、勝利し幕府方を勝利に導いた。1399年（応永6年）応永の乱がおこり、堺城に籠る大内義弘を海上より攻め込み討ち取った。細川満春が没後は細川満俊、細川持親、細川成春と継いでいく。

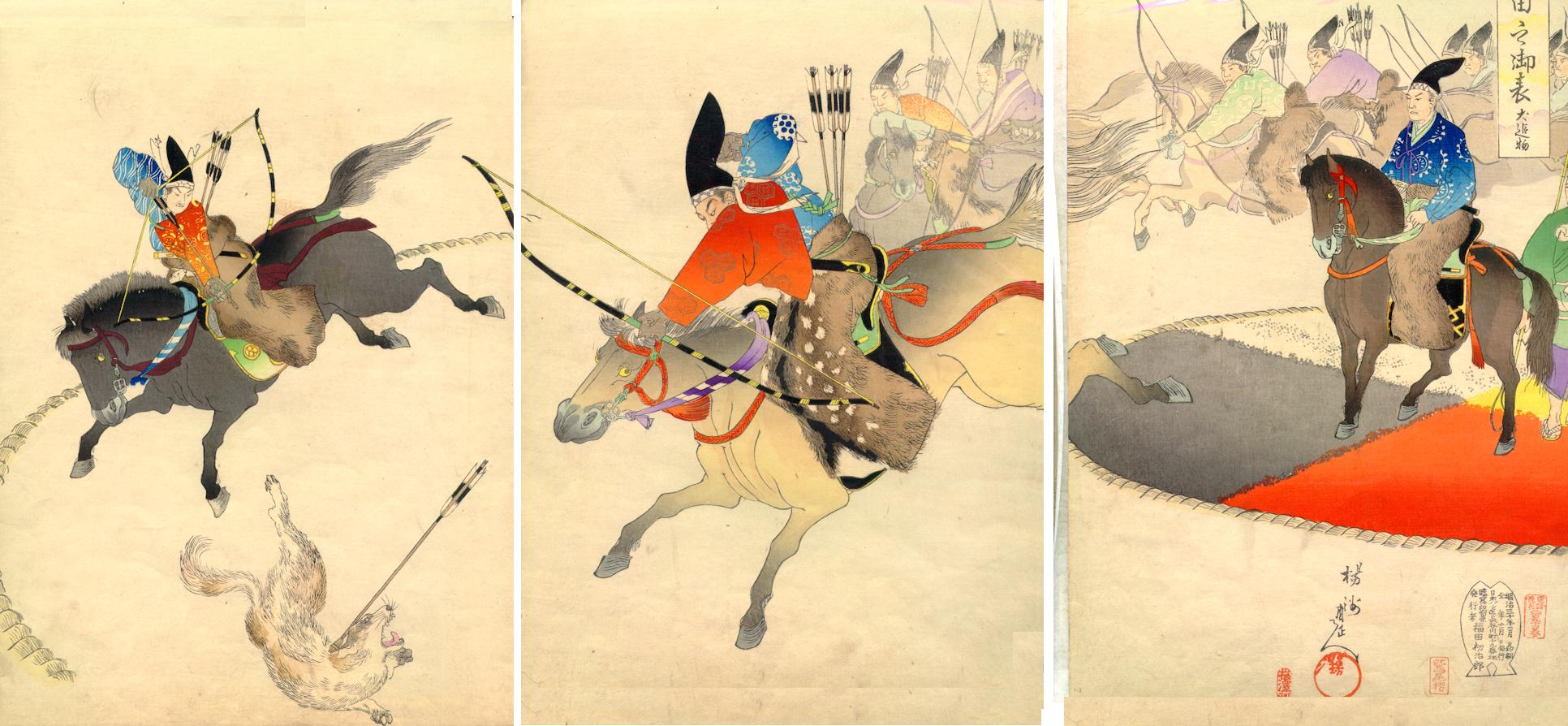
犬追物図

細川成春は弓術に秀でていたらしく犬追物を許可されていた。養宜館の西方と南方に「犬の馬場」「射の馬場」と呼ばれる小字地があると言われ、犬追物を催したと伝わっている。1467年（応仁元年）応仁の乱がおこり、管領細川勝元に与し活躍するが、京にあった細川成春の居館が焼かれてしまった。乱後、細川成春は淡路国にあった観音霊場に戦死者の霊を弔うため歴拝したと言われている。
細川成春の後、細川尚春が淡路国守護となり、永正の錯乱以降細川氏の抗争に巻き込まれることになる。細川尚春は当初細川澄元に与し、1511年（永正8年）芦屋河原の合戦で鷹尾城を攻め落したが、船岡山合戦で細川澄元軍が敗れると、今度は細川高国方に与したようである。このためか1517年（永正14年）三好之長が養宜館に攻め込んできた。細川尚春はこの戦に敗れ和泉国に逃れた。細川尚春は間もなく帰国できたようだが、1519年（永正16年）5月阿波国の高津で三好之長よりついに殺された。養宜館はこの時に廃城となったものと考えられている。その三好之長も翌1520年（永正17年）細川高国との合戦で敗れ、細川尚春の子細川彦四郎が、処刑を要請し仇を討ったと言われている。細川彦四郎は淡路国守護となったようであるが、本国に帰国する事は無かった。
なお、1979年（昭和54年）兵庫県教育委員会により、トレンチ調査が実施されたが細川氏以前の土器が出土しており、養宜館の築城年に対しては検討の余地が残されている。

## 城郭

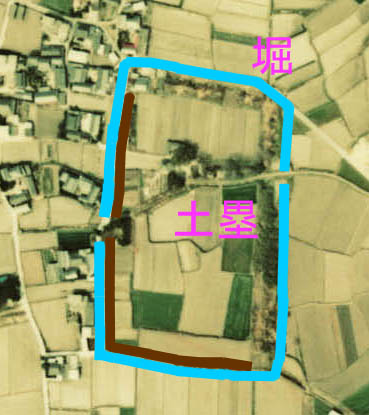
養宜館復元図/

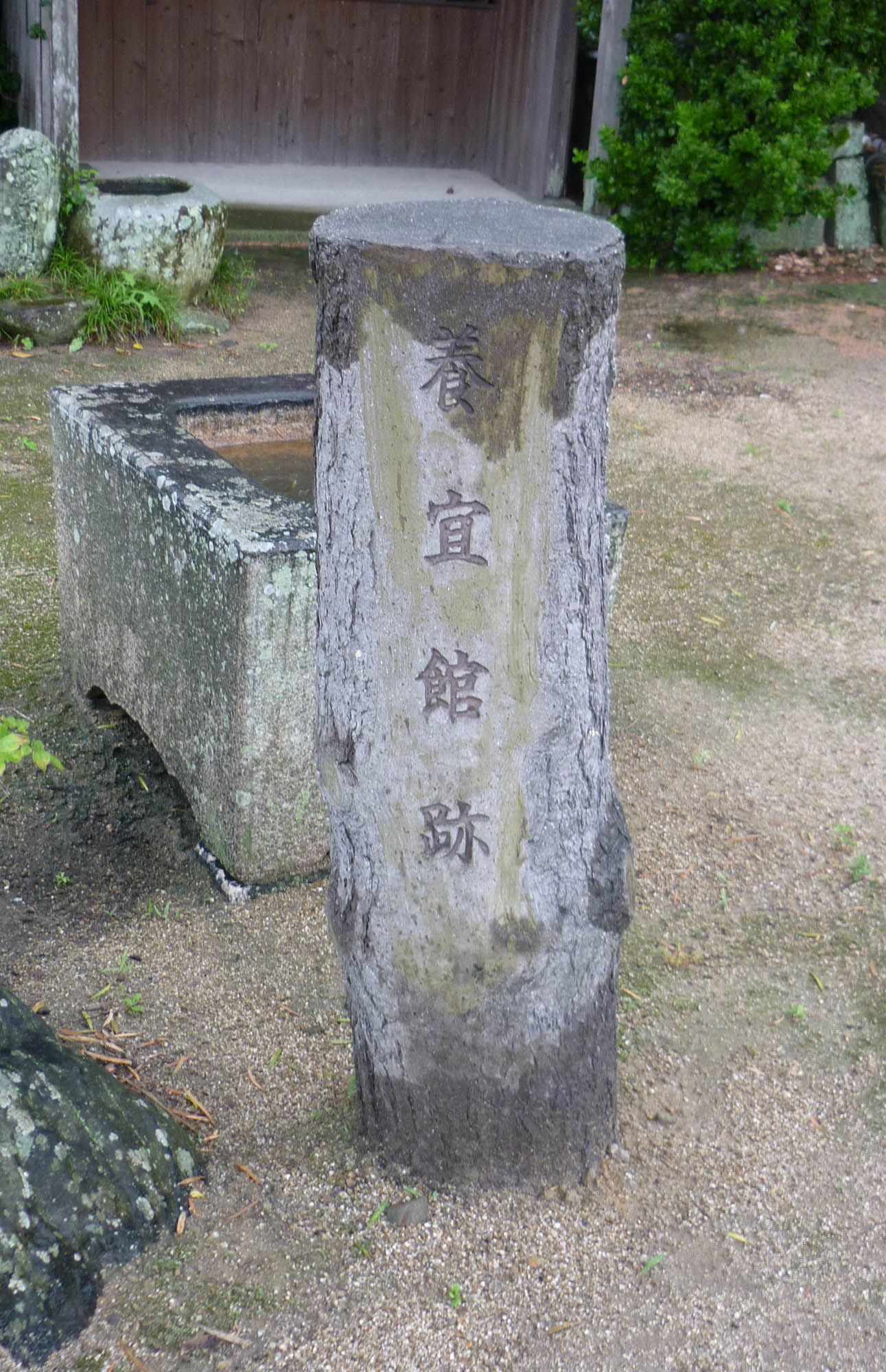
養宜館の石碑

養宜館の存在期間は南北朝時代-戦国時代ということになっており、中世城館としては後期に属するが、現存している遺構から手が加えられないとすると、養宜館は中世初期の平地単濠単郭方形館をそのまま使用されていることになる。しかし、ここが細川氏代々の守護館とすると、長方形の平地単濠単郭方形館だけではなかったと思われている。土塁上には櫓台らしきものが描かれた絵図もあり、曲輪内の各所にも改良が加えられ、それでも防備が不十分の面は他の場所と連携をはかり、戦国時代に適応した配備がなされたものと考えられている。
館内にある水田間にはいくつかの段差が確認でき、これに伴いいくつかに区分、分割されていた可能性が高い。ただ、現在の公民館周辺から北側、50m×100mほどの広がりがありこちらには段差がない。北側には祠が祀られていたことなどにより、この区域に居館の中心地があった可能性が指摘されている。土塁は東辺が完存し、北辺の大半、西辺北隅の一部が残されている。土塁の規模は高さ3m、基底辺幅は7-8m、上端部は1-1.5mになる。ただ、基底辺幅は両側から切り崩しがあるため、旧状は少し広いものと考えられている。堀に関しては1977年（昭和52年）まで東堀が完存し、高さ2m以上、幅7-8mという規模であったが、農道建設に伴い破壊されてしまった。その他には、城内には井戸、南側には竜神が祭られている湧水があり、養宜館周辺は豊富に水が湧くことが知られている。
現在養宜館の遺構としては土塁だけである。しかし、北側には「武田土居」、「中野土居」、「弥五郎土居」等、西側には「奥野土居」、「喜兵衛土居」、「上野土居」等の小字名が集まっており、養宜館を中心に500mの範囲に点在しており屋敷町の構成を想像できる。侍屋敷や町家も取り入れた惣構えが完成されていたと推察されている。
江戸時代に書かれた史料によると、｢中八木館構にて堅固ならず故に事有ん時柿の木谷、上田の両峯に物見狼煙を置守護職は成相に本陣を構へんとの企也｣(『味地草』)とあり、養宜館は防備面で不備があり、館構え不完全さを補うために詰めの丸があったと記されており、馬廻りの地や他の城郭を紹介している。養宜館の南側には三つの山が壁を作っており、成相川の右岸東側には前山城が、その奥、川を挟むように西側に上田城が、東側に柿の木谷城がある。上田城は山頂部に数段の曲輪台があり、北方からの侵入に備えていた。柿の木谷城は、山頂東端部に主郭があり、西方向に曲輪が連続している。これら山城を養宜館の別峰城郭群として位置付けるならば、大規模な城郭配備であったと考えられている。
居館内部は、江戸時代には阿波藩の直轄地となり立ち入りが禁じられ良好に景観が保存されていたが、近代になると民地となり開発があり破壊が進んでしまった。

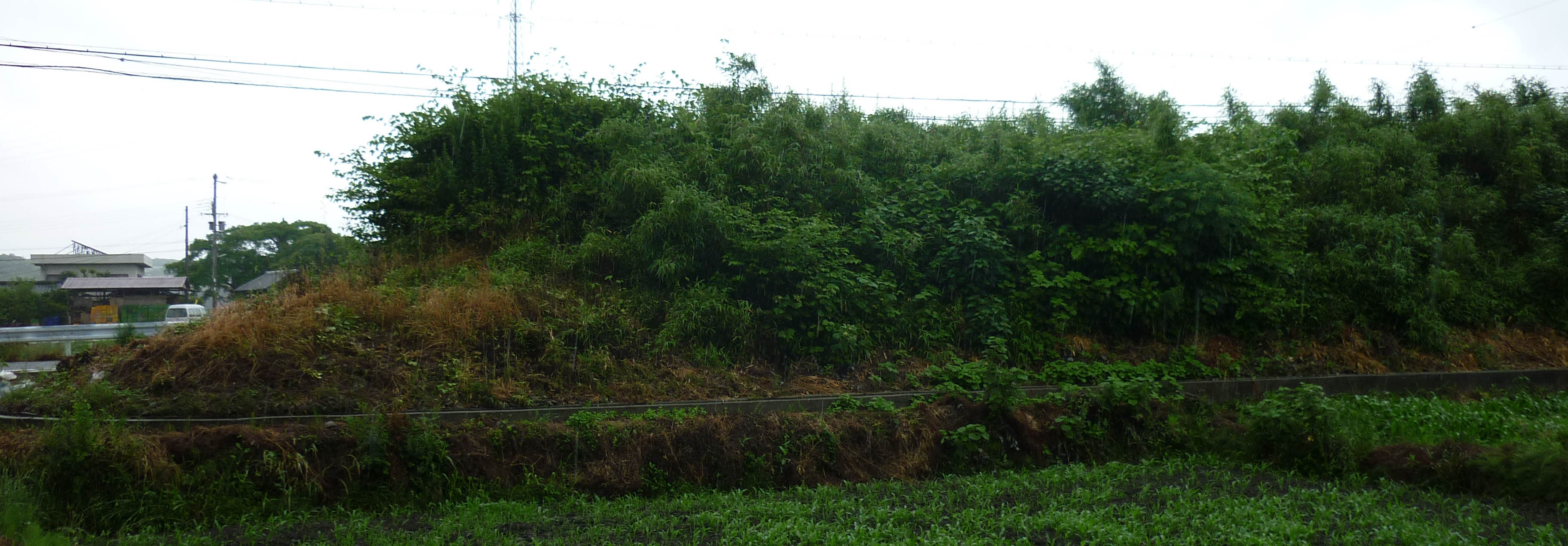
東側土塁
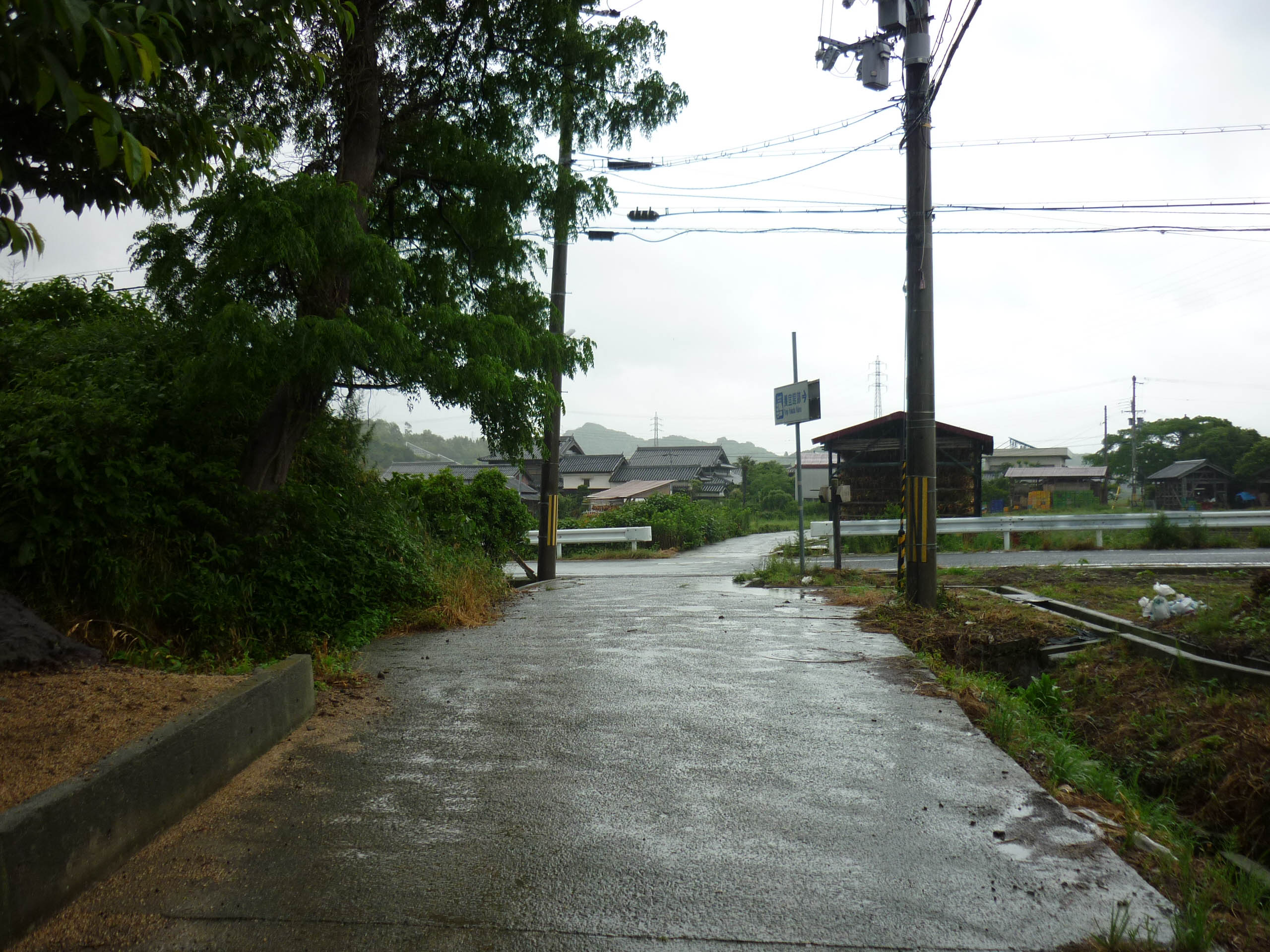
東側虎口跡
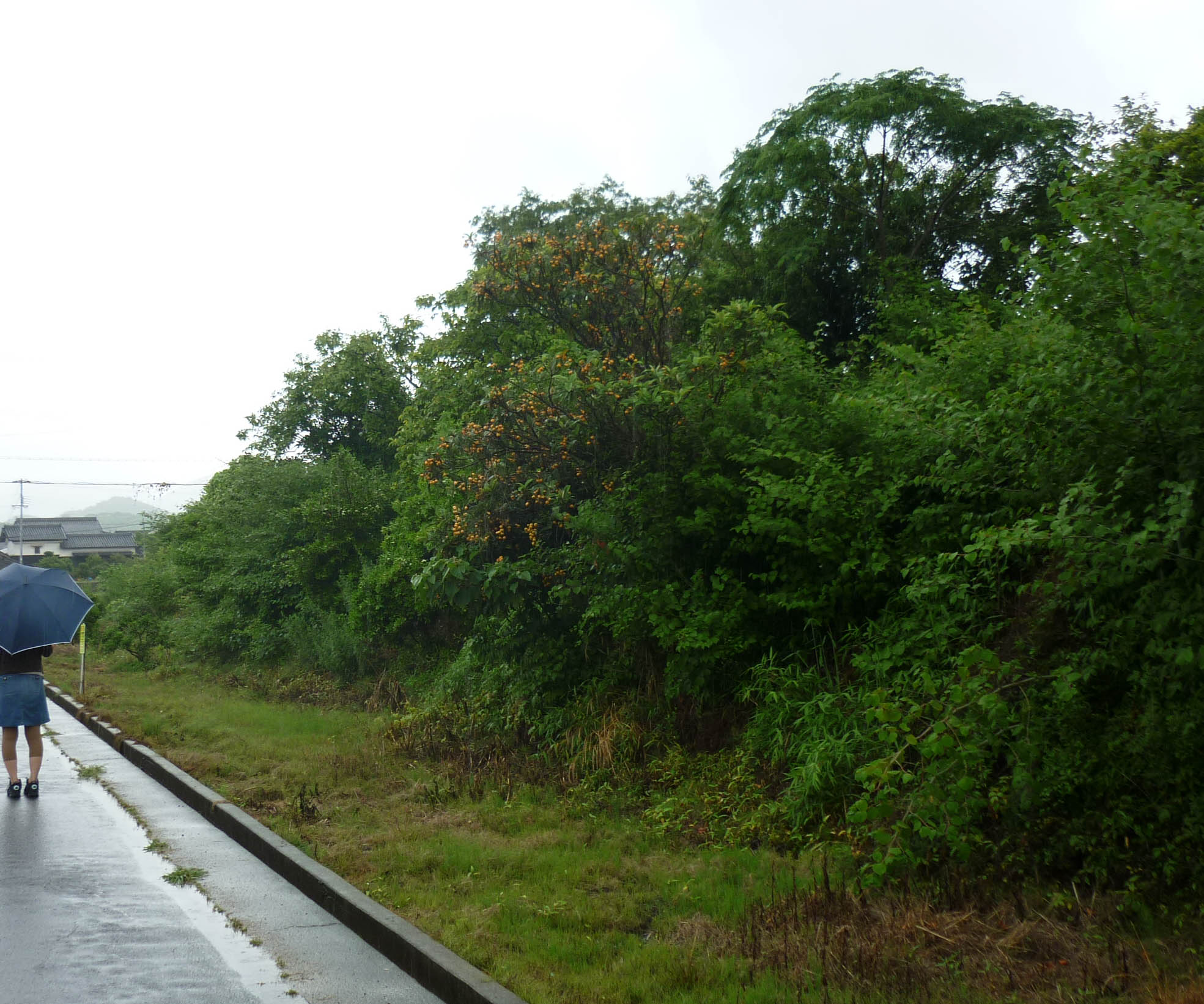
北側土塁
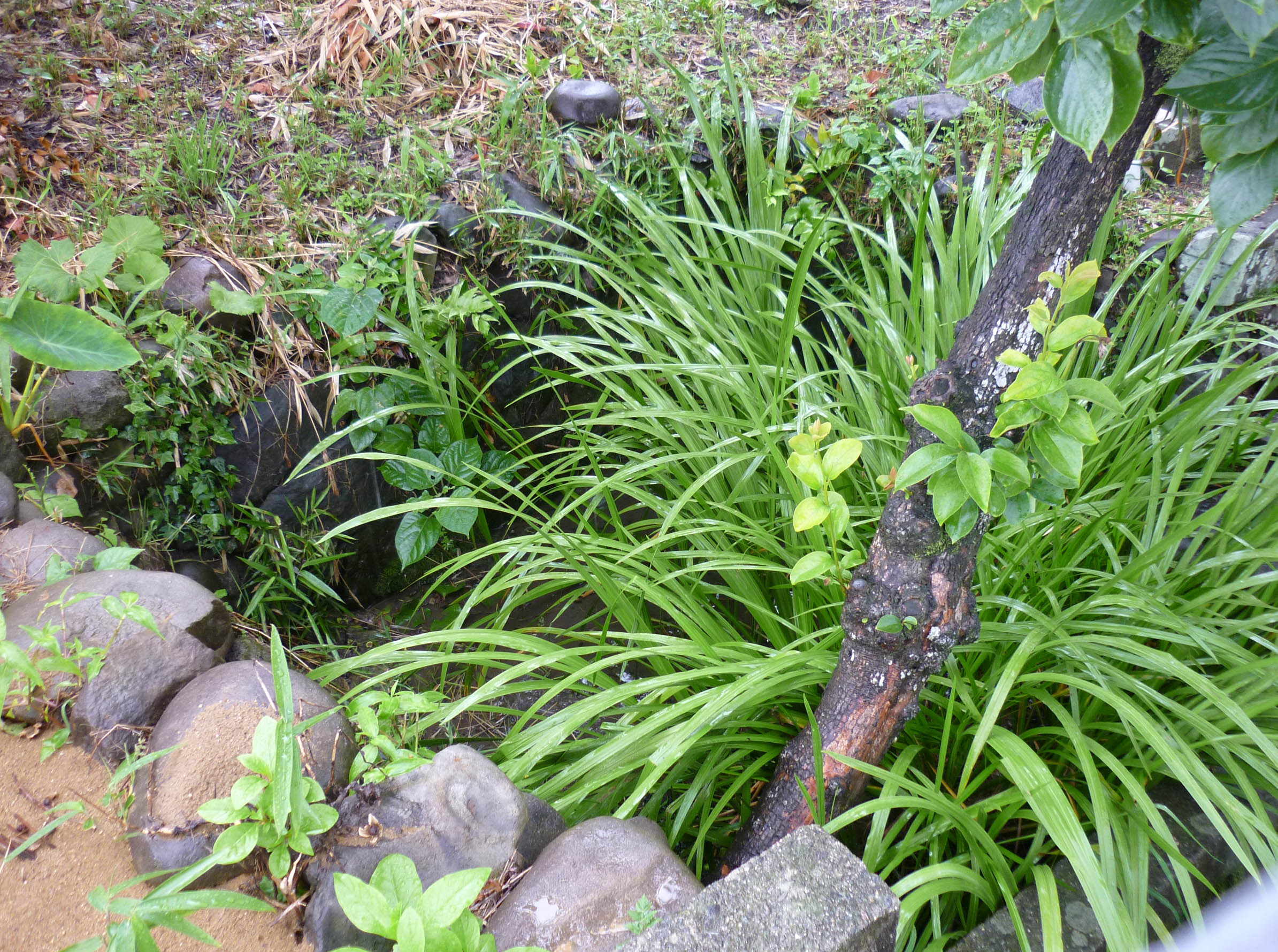
竜神が祭られている湧水

## 城跡へのアクセス
- 車でのアクセス
  - 神戸淡路鳴門自動車道 西淡三原IC → 兵庫県道31号 → 兵庫県道477号 → 兵庫県道478号 → 兵庫県道126号
  - 公民館前に無料駐車場有り